# Keepin’ the Summer Alive
Keepin’ the Summer Alive — двадцать четвёртый студийный альбом американской рок-группы The Beach Boys. Пластинка вышла в марте 1980 года на Brother Records/Caribou Records и заняла 75-е место в американском хит-параде журнала Billboard.

## Обзор
Альбом записывался с июля 1979 по февраль 1980 года в студии Rumbo Recorders в Лос-Анджелесе и дома у Алана Джардина в Биг-Сюре. Большинство сессий проходило без Денниса Уилсона. Новый лейбл — CBS Records, разочарованный результатом предыдущего альбома L.A. (Light Album), — требовал активного участия Брайана Уилсона, который уже год как ничего не записывал с группой; кроме того, был привлечён Рэнди Бэкмен из канадской рок-группы Bachman-Turner Overdrive. Единственная песня, которая выпадала из временных рамок остального материала, была «When Girls Get Together», записанная 4 ноября 1969 года и планировавшаяся изначально для альбома Sunflower; в течение последующего десятилетия песня фигурировала в различных предварительных проектах альбомов, но так и не была выпущена до 1980 года. Пластинка включает одну кавер-версию — «School Days» — хит Чака Берри 1957 года.
Keepin’ the Summer Alive оказался более успешным, нежели L.A. (Light Album), заняв 75-е место. Уильям Рульман в обзоре альбома для AllMusic называет его «недостойным моментом» в творчестве коллектива, отметив, что продюсер Брюс Джонстон создал «альбом, имитирующий стиль The Beach Boys при участии самой же группы и ещё 22 сессионных музыкантов».
Keepin’ the Summer Alive стал последним «регулярным» студийным альбомом The Beach Boys: с этого момента группа записывает и выпускает новый материал лишь эпизодически. К тому времени в группе накопилось множество проблем личного и профессионального характера. Карл Уилсон вскоре после выхода альбома вышел из состава The Beach Boys, занявшись сольными проектами. В 1982 году из The Beach Boys был уволен Брайан Уилсон. Деннис Уилсон также по большей части отсутствовал, а в декабре 1983 года он погиб, ныряя со своей яхты. Следующий новый альбом группы — The Beach Boys — вышел в 1985 году.

## Обложка
Альбом был оформлен Тони Лейном. Иллюстрация, изображающая выступление группы в тропическом стеклянном пузыре среди полярных снегов, была выполнена Джоном Элвином.

## Список композиций
| №  | Название                                 | Автор(ы)                   | Вокал             | Длительность |
| -- | ---------------------------------------- | -------------------------- | ----------------- | ------------ |
| 1. | «Keepin’ the Summer Alive»               | Карл Уилсон / Рэнди Бахман | К. Уилсон         | 3:43         |
| 2. | «Oh Darlin’»                             | Брайан Уилсон / Майк Лав   | К. Уилсон, М. Лав | 3:52         |
| 3. | «Some of Your Love»                      | Б. Уилсон / М. Лав         | М. Лав, К. Уилсон | 2:36         |
| 4. | «Livin’ with a Heartache»                | К. Уилсон / Р. Бахман      | К. Уилсон         | 4:06         |
| 5. | «School Day (Ring! Ring! Goes the Bell)» | Чак Берри                  | Алан Джардин      | 2:52         |

| №  | Название                  | Автор(ы)               | Вокал                         | Длительность |
| -- | ------------------------- | ---------------------- | ----------------------------- | ------------ |
| 1. | «Goin’ On»                | Б. Уилсон / М. Лав     | М. Лав, К. Уилсон, Б. Уилсон  | 3:00         |
| 2. | «Sunshine»                | Б. Уилсон / М. Лав     | М. Лав, Б. Уилсон, К. Уилсон  | 2:52         |
| 3. | «When Girls Get Together» | Б. Уилсон / М. Лав     | М. Лав, Б. Уилсон             | 3:31         |
| 4. | «Santa Ana Winds»         | Б. Уилсон / А. Джардин | А. Джардин, М. Лав, К. Уилсон | 3:14         |
| 5. | «Endless Harmony»         | Брюс Джонстон          | Б. Джонстон, К. Уилсон        | 3:10         |

В 2000 году альбом был переиздан на одном компакт-диске вместе со следующим альбомом The Beach Boys.

## Альбомные синглы
- Goin’ On / Endless Harmony (Brother/Caribou; 11 марта 1980; № 83)
- Livin’ with a Heartache / Santa Ana Winds (Brother/Caribou; 20 мая 1980)